# Nokia Asha 203
Il Nokia Asha 203 è un telefono cellulare basico della Nokia.
È stato presentato il 27 febbraio 2012 al Mobile World Congress di Barcellona insieme ad altri due modelli della serie Asha: il gemello 202 e il 302. Questo terminale è considerato un entry level, distribuito ad un prezzo non superiore ai 100 €.
Al contrario del suo gemello, che è un dual SIM, il 203 può alloggiare una sola scheda SIM.